# Fernand Laclau
Fernand Laclau, né le 20 septembre 1907 à Pardies et mort le 3 juin 1997 dans la même ville, est un joueur français de rugby à XV, ayant évolué au SA Monein et à la Section paloise.
Fernand Laclau est champion de France avec la Section en 1928 au poste de trois-quart centre,. Laclau a été le doyen des champions de France 1928, dernier à décéder en 1997.
Laclau était grossiste en grains et président du club de Pardies-Monein.

## Biographie
Fernand Laclau obtient son certificat d'études à Monein. Il commence sa carrière au SA Monein.
Il rejoint ensuite la Section paloise avec qui il remporte le championnat en 1928. 
Durant cette même année, Georges Caussarieu et Robert Sarrade sont sélectionnés en Équipe de France de rugby à XV afin d'affronter l'Irlande lors du Tournoi des Cinq Nations 1928. Le comité de sélection hésite entre Caussarieu et Laclau, partenaires au centre de l'attaque de la Section. Laclau est perçu comme un attaquant plus dangereux, cependant c'est Caussarieu qui est finalement retenu. Il est estimé que Caussarieu est un joueur plus complet.
Laclau met un terme à carrière à la suite d'une grave blessure à l'épaule.